# Radioisòtop
Un radioisòtop (radionúclid, núclid radioactiu, isòtop radioactiu o isòtop inestable) és un àtom que té un excés d'energia nuclear, cosa que el fa inestable.
Aquest excés d'energia pot ser utilitzat de tres maneres:
- emesa des del nucli com radiació gamma.
- transferida a un dels seus electrons per alliberar-se com un electró de conversió interna.
- utilitzada per crear i emetre una nova partícula (partícula alfa o partícula beta) des del nucli.

Durant aquests processos, es diu que el radioisòtop pateix una desintegració radioactiva. Aquestes emissions es consideren radiació ionitzant perquè són prou potents com per alliberar un electró d'un altre àtom. La desintegració radioactiva pot produir un isòtop estable o de vegades produeix un nou radioisòtop inestable que pot patir una major desintegració. La desintegració radioactiva és un procés aleatori a nivell d'àtoms individuals; és impossible predir quan es desintegrarà un àtom en particular. No obstant això, per a una col·lecció d'àtoms d'un sol element, la taxa de desintegració i, per tant, la semivida (t1/2) per a aquesta col·lecció es pot calcular a partir de les mesures de les seves constants de decaïment. El rang de vida mitjana dels àtoms radioactius no té límits coneguts i abasta un rang de temps de més de 55 ordres de magnitud.
Els radioisòtops es produeixen naturalment o artificialment en reactors nuclears, ciclotrons, acceleradors de partícules o generadors de radioisòtops. Hi ha al voltant de 730 radioisòtops amb semivides de més de 60 minuts (vegeu llista de radioisòtops). Trenta-dos d'ells són radioisòtops primordials que van ser creats abans que es formés la Terra. Almenys altres 60 radioisòtops són detectables en la naturalesa, ja sigui com a fills de radioisòtops primordials o com radioisòtops produïts a través de la producció natural a la Terra per la radiació còsmica. Més de 2400 radioisòtops tenen una semivida inferior a 60 minuts. La majoria d'ells es produeixen només artificialment i tenen una semivida molt curta. Per a la comparació, hi ha prop de 252 isòtops estables (en teoria, només 146 d'ells són estables, i es creu que els altres 106 es desintegren (desintegració alfa, desintegració beta, doble desintegració beta, captura d'electró o doble captura d'electró)).
Tots els elements químics poden existir com radioisòtops. Fins i tot l'element més lleuger, l'hidrogen, té un conegut radioisòtop, el triti. Els elements pesants com el plom, i els elements tecneci i prometi, només existeixen com radioisòtops (en teoria, els elements pesants com el disprosi existeixen només com radioisòtops, però la semivida d'alguns d'aquests elements (per exemple, or i platí) és massa llarga per determinar-la).
L'exposició no planificada als radioisòtops té generalment un efecte nociu sobre els organismes vius, inclosos els éssers humans, encara que els baixos nivells d'exposició es produeixen de manera natural i sense danys. El grau de dany dependrà de la naturalesa i extensió de la radiació produïda, de la quantitat i naturalesa de l'exposició (contacte proper, inhalació o ingestió) i de les propietats bioquímiques de l'element, i la conseqüència més habitual l'augment de el risc de càncer. No obstant això, els radioisòtops amb propietats adequades s'utilitzen en medicina nuclear, tant per al diagnòstic com per al tractament. Una imatge traçada amb radioisòtops es diu marcador radioactiu. Un medicament farmacèutic fet amb radioisòtops es diu radiofàrmac.

## Origen

### Natural
A la Terra, els radioisòtops naturals es divideixen en tres categories: radioisòtops primordials, radioisòtops secundaris i radioisòtops cosmogènics.
- Els radioisòtops primordials es produeixen en la nucleosíntesi estel·lar i explosions de supernova juntament amb els isòtops estables. La majoria es desintegren ràpidament, però encara es poden observar astronòmicament i poden tenir un paper en la comprensió dels processos astronòmics. Els radioisòtops primordials, com ara l'urani i el tori, existeixen en l'actualitat perquè els seus períodes de semidesintegració són tan llargs (> 100 milions d'anys) que encara no s'han desintegrat completament. Alguns radioisòtops tenen una semivida tan llarga (moltes vegades l'edat de l'univers) que la desintegració només ha estat detectada recentment, i per a la majoria dels propòsits pràctics poden ser considerats estables, més notablement el 209Bi: la detecció d'aquesta desintegració significa que el bismut ja no es consideri estable. És possible que es pugui observar la desintegració en altres isòtops que s'afegeixen a aquesta llista de radioisòtops primordials.
- Els radioisòtops secundaris són isòtops radiogènics derivats de la desintegració dels radioisòtops primordials. Tenen una semivida més curta que els radioisòtops primordials. Sorgeixen a la cadena de desintegració dels isòtops primordials 232Th, 235U i 238U. Els exemples inclouen els isòtops naturals de poloni i ràdi.
- Els radioisòtops cosmogènics, com ¹⁴C, són presents perquè s'estan formant contínuament en l'atmosfera a causa dels raigs còsmics.[6]

Molts d'aquests radioisòtops existeixen només en quantitats mínimes en la naturalesa, incloent tots els radioisòtops cosmogènics. Els radioisòtops secundaris es produiran en proporció a la seva semivida, de manera que els de curta durada seran molt rars. Així, el poloni pot trobar-se en els minerals d'urani a uns 0,1 mg/tona. (1 part en 10¹⁰). A la natura poden ocórrer més radioisòtops en quantitats pràcticament indetectables com a resultat d'esdeveniments rars, com la fissió espontània o interaccions de raigs còsmics poc comuns.

### Fissió nuclear

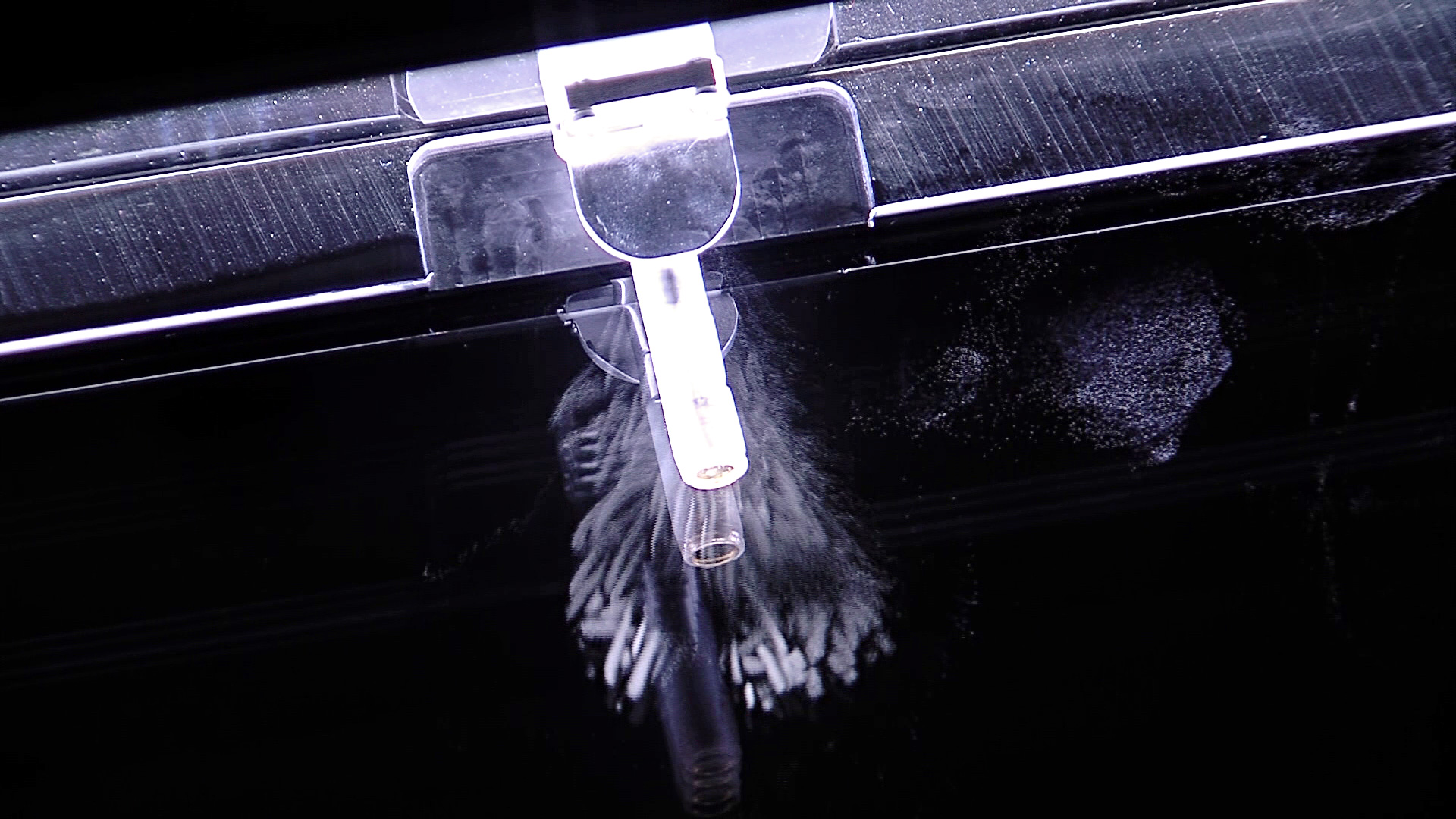
Núclid artificial de ^{241}Am que emet partícules alfa inserides a una cambra per a la seva visualització

Els radioisòtops es produeixen com a resultat inevitable de la fissió nuclear i explosions termonuclears. El procés de fissió nuclear crea un àmplia gamma de productes de la fissió nuclear, la majoria dels quals són radioisòtops. Es poden crear més radioisòtops a partir de la irradiació del combustible nuclear (creant un rang d'actínids) i de les estructures circumdants, produint productes d'activació. Aquesta complexa barreja de radioisòtops amb diferents químiques i radioactivitat fa que el maneig dels residus radiactius i el tractament de la pluja radioactiva sigui particularment problemàtic.

### Sintèctic
Els radioisòtops sintètics es sintetitzen deliberadament utilitzant reactors nuclears, acceleradors de partícules o generadors de radioisòtops:
- A més de ser extrets dels residus radiactius, els radioisòtops poden ser produïts deliberadament amb reactors nuclears, explotant l'alt flux de neutrons presents. Aquests neutrons activen elements situats a l'interior del reactor. Un producte típic d'un reactor nuclear és 192Ir. Es diu que els elements que tenen una gran propensió a absorbir els neutrons en el reactor tenen una alta secció transversal de neutrons.
- Els acceleradors de partícules, com el ciclotró, acceleren les partícules per bombardejar un objectiu i produir radioisòtops. Els ciclotrons acceleren els protons contra un objectiu per produir radioisòtops emissors de positrons, per exemple el 18F.
- Els generadors de radioisòtops contenen un radioisòtop pare que es descompon per produir una filla radioactiva. La matriu es produeix generalment en un reactor nuclear. Un exemple típic és el generador de 99mTc utilitzat en medicina nuclear. El pare produït en el reactor és 99Mo.

## Usos

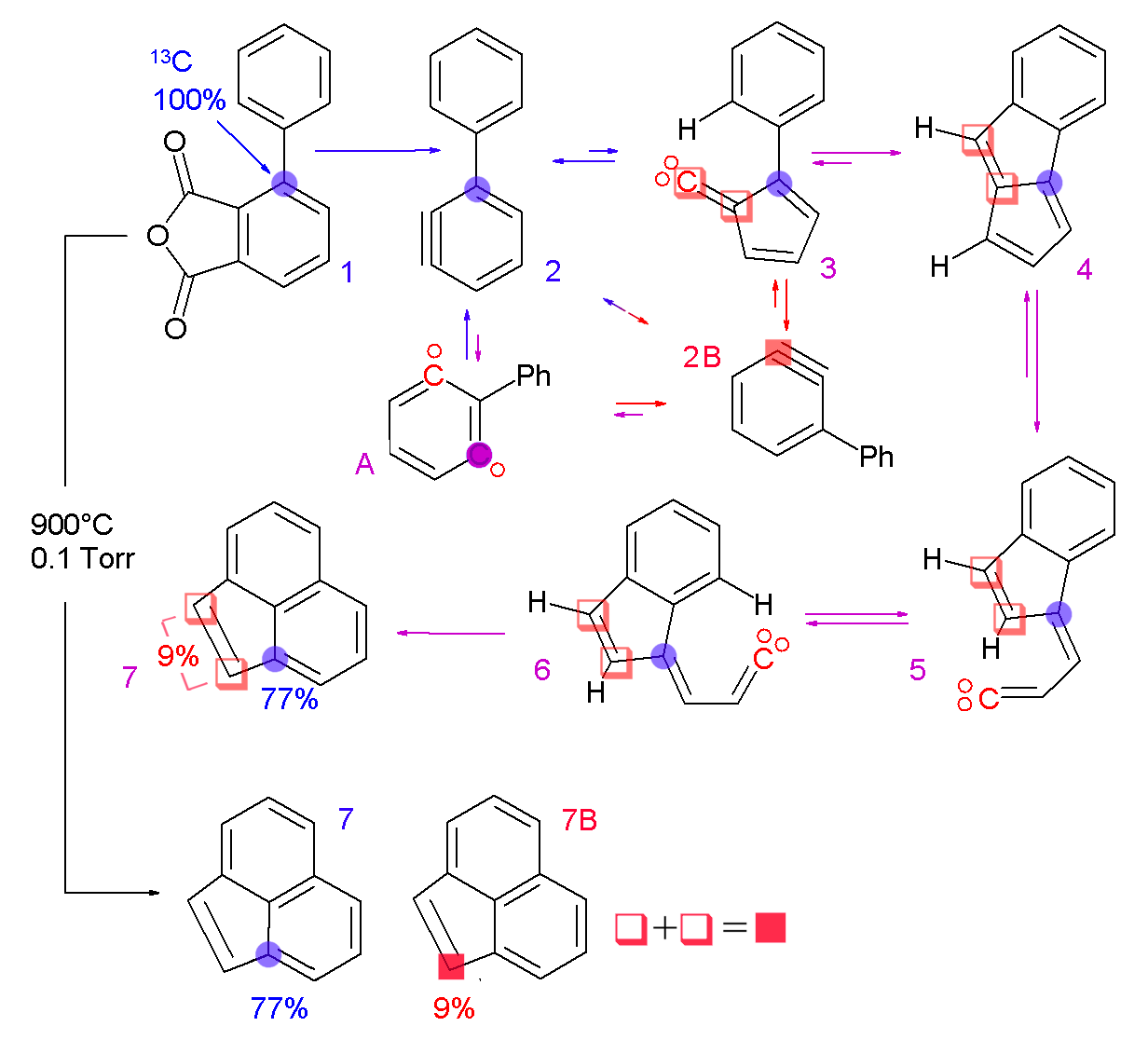
Exemple d'ús d'un isòtop traçador. L'ús d'àtoms de ^{13}C permet determinar el mecanisme en la reacció de conversió 1,2- a 1,3-didehidrobenzé del fenil substituit per precursor arí (1) a acenaftilè.

Els radioisòtops s'utilitzen de dues maneres principals: bé només per la seva radiació (irradiació, bateries nuclears) o bé per la combinació de les seves propietats químiques i la seva radiació (traçadors, biofàrmacs).
- En biologia, els radioisòtops de carboni poden servir com a traçadors radioactius perquè són químicament molt similars als isòtops no radioactius, de manera que la majoria dels processos químics, biològics i ecològics els tracten d'una manera gairebé idèntica. Un pot llavors examinar el resultat amb un detector de radiació, com un comptador Geiger, per determinar on es van incorporar els àtoms proveïts. Per exemple, es poden conrear plantes en un ambient en què el diòxid de carboni contingui carboni radioactiu; llavors les parts de la planta que incorporen carboni atmosfèric serien radioactives. Els radioisòtops poden ser utilitzats per monitorar processos com la replicació de l'ADN o el transport d'aminoàcids.
- En medicina nuclear, els radioisòtops s'utilitzen per al diagnòstic, el tractament i la investigació. Els traçadors químics radioactius que emeten raigs gamma o positrons poden proporcionar informació diagnòstica sobre l'anatomia interna i el funcionament d'òrgans específics, incloent el cervell humà.[9][10][11] Això es fa servir en algunes formes de tomografia: tomografia computada per emissió de fotó simple, tomografia per emissió de positrons (PET) i imatgeria de luminescència Cherenkov (CLI). Els radioisòtops són també un mètode de tractament en les formes hematopoiètiques dels tumors; l'èxit del tractament dels tumors sòlids ha estat limitat. Les fonts de raigs gamma més potents esterilitzen les xeringues i altres equips mèdics.
- En la conservació d'aliments, la radiació s'utilitza per aturar la brotació d'arrels de plantes després de la collita, per matar paràsits i plagues, i per controlar la maduració de les fruites i verdures emmagatzemades.
- En la indústria i en la mineria, els radioisòtops s'utilitzen per examinar soldadures, detectar fuites, estudiar la taxa de desgast, erosió i corrosió de metalls, i per a l'anàlisi d'una àmplia gamma de minerals i combustibles.
- Els radioisòtops estan presents en moltes llars, ja que s'utilitzen dins dels detectors de fum domèstics més comuns. El radioisòtop utilitzat és 241Am, que es crea bombardejant plutoni amb neutrons en un reactor nuclear. Es descompon emetent partícules alfa i radiació gamma per a convertir-se en 237Np. Els detectors de fum utilitzen una quantitat ínfima de 241Am (aproximadament 0,29 micrograms per detector de fum) en forma de diòxid de americi (AmO₂). 241Am s'utilitza per a això perquè emet partícules alfa que ionitzen l'aire a la cambra d'ionització del detector. S'aplica una petita tensió elèctrica a l'aire ionitzat que dona lloc a un petit corrent elèctric. En presència de fum es neutralitzen alguns dels ions, disminuint així el corrent, el que activa l'alarma del detector.[12]

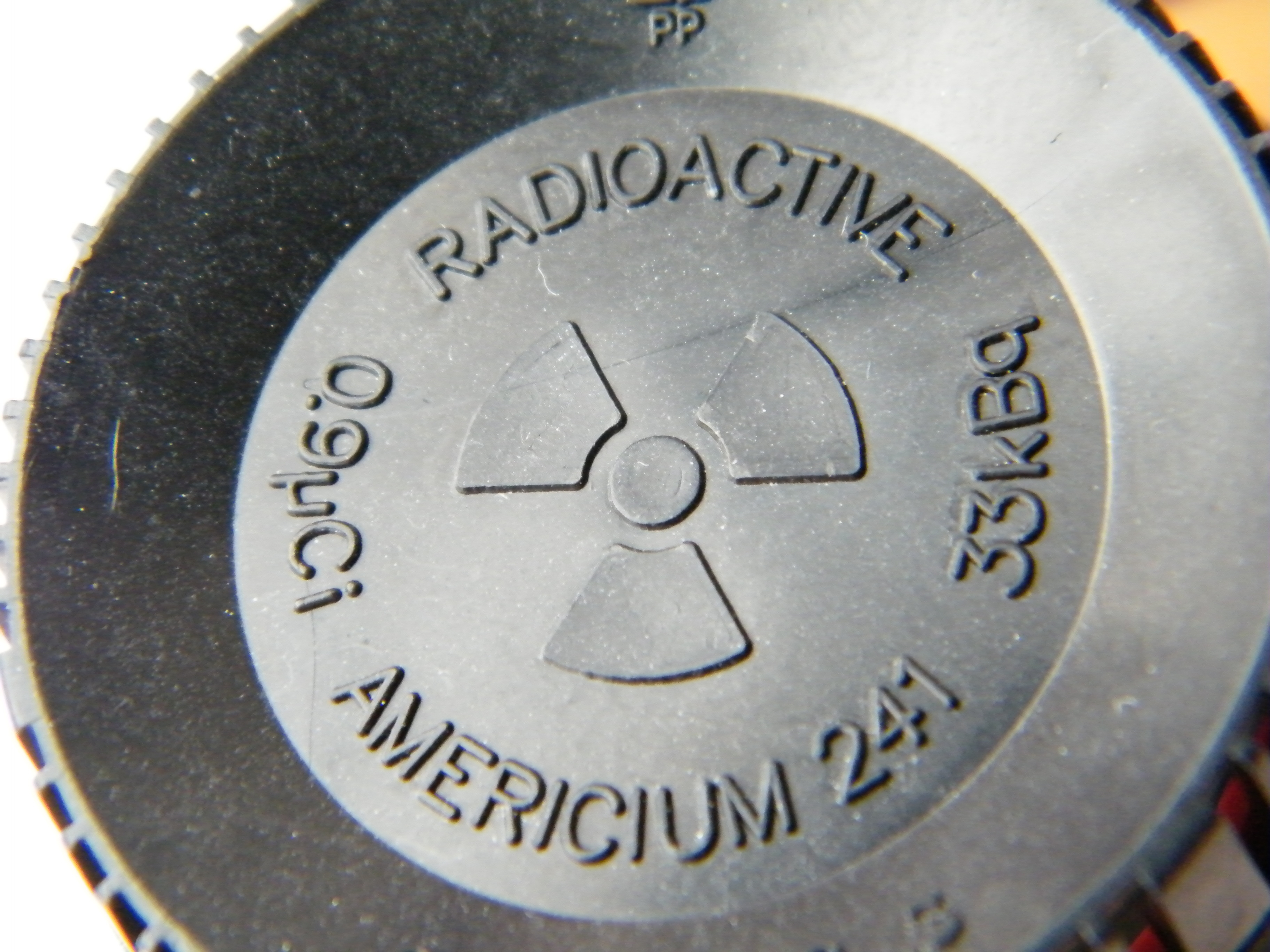
Contenidor de 241Am en un detector de fum
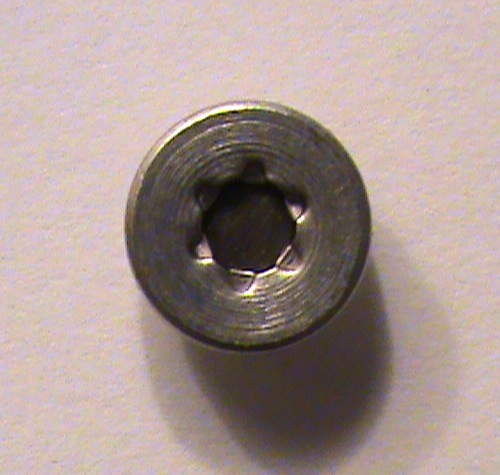
Càpsula de 241Am de l'interior d'un detector de fum. El cercle de metall més fosc al centre és 241Am; la caixa que l'envolta és d'alumini

- També s'utilitza 241Am en parallamps radiactius, però molts països van començar a prohibir-los a partir de la dècada del 1980.[13]
- A les naus espacials i en altres llocs, els radioisòtops s'utilitzen per subministrar energia i calor, en particular a través dels generadors termoelèctrics per radioisòtops (RTG).
- En astronomia i cosmologia, els radioisòtops tenen un paper en la comprensió del procés estel·lar i planetari.
- En física de partícules, els radioisòtops ajuden a descobrir noves físiques (física més enllà del model estàndard) mesurant l'energia i el moment dels seus productes de desintegració beta.[14]
- En ecologia, els radioisòtops s'utilitzen per rastrejar i analitzar agents contaminants, per estudiar el moviment de les aigües superficials i per mesurar les escorrenties de pluja i neu, així com els cabals de rierols i rius.
- En geologia, arqueologia, i paleontologia, s'utilitzen els radioisòtops naturals per mesurar les edats de les roques, minerals i materials fòssils.

## Exemples
En la següent taula s'enumeren les propietats dels radioisòtops seleccionats, il·lustrant la gamma de propietats i usos.
| Isòtop | Z  | N   | semivida        | Rad   | Des. (keV) | Formació                  | Notes |
| ------ | -- | --- | --------------- | ----- | ---------- | ------------------------- | --- |
| T (³H) | 1  | 2   | 12,3 anys       | β−    | 19         | Cosmogènic                | És el radioisòtop més lleuger, usat en fusió nuclear artificial, per a la radioluminescència, i com a traçador de corrents oceànics. Sintetitzat a partir del bombardeig de neutrons de ⁶Li o de deuteri. |
| ¹⁰Be   | 4  | 6   | 1.387.000 anys  | β−    | 556        | Cosmogènic                | S'utilitza per examinar l'erosió del sòl, la formació de sòl a partir de regolites, i l'edat dels nuclis de gel.                                                                                          |
| ¹⁴C    | 6  | 8   | 5.700 anys      | β−    | 156        | Cosmogènic                | Usat per datació per radiocarboni |
| 18F    | 9  | 9   | 110 minuts      | β+, ε | 633/1655   | Cosmogènic                | Font de positrons, sintetitzada per al seu ús com a traçador radioactiu en tomografies per emissió de positrons.                                                                                          |
| 26Al   | 13 | 13  | 717.000 anys    | β+, ε | 4004       | Cosmogènic                | Datació per exposició de roques i sediments. |
| 36Cl   | 17 | 19  | 301.000 anys    | β−, ε | 709        | Cosmogènic                | Datació per exposició de roques, i traçador d'aigües subterrànies. |
| 40K    | 19 | 21  | 1,24×109 anys   | β−, ε | 1330 /1505 | Primordial                | Usat en la datació per potassi-argó, font d'argó atmosfèric, font de calor radiogènic, i la font més gran de radioactivitat natural.                                                                      |
| 41Ca   | 20 | 21  | 99.400 anys     | ε     |            | Cosmogènic                | Datació per exposició de roques carbonatades. |
| 60Co   | 27 | 33  | 5,3 anys        | β−    | 2824       | Sintèctic                 | Produeix raigs gamma d'alta energia, utilitzats per a radioteràpia, esterilització d'equips i irradiació d'aliments.                                                                                      |
| 90Sr   | 38 | 52  | 28,8 anys       | β−    | 546        | Producte de fissió        | Productes de fissió de vida mitjana; probablement el component més perillós de la pluja radioactiva. |
| 99Tc   | 43 | 56  | 210.000 anys    | β−    | 294        | Producte de fissió        | L'isòtop més comú de l'element inestable més lleuger, el més significatiu dels productes de fissió de llarga vida.                                                                                        |
| 99mTc  | 43 | 56  | 6 hores         | γ, CI | 141        | Sintèctic                 | El radioisòtop mèdic més comunament usat, usat com un traçador radioactiu. |
| 129I   | 53 | 76  | 15.700.000 anys | β−    | 194        | Cosmogènic                | El producte de fissió més longeu; traçador d'aigua subterrània. |
| 131I   | 53 | 78  | 8 dies          | β−    | 971        | Producte defissió         | El risc més significatiu a curt termini per a la salut a causa de la fissió nuclear. Utilitzat en medicina nuclear i com traçador industrial.                                                             |
| 135Xe  | 54 | 81  | 9,1 hores       | β−    | 1160       | Producte de fissió        | El «verí nuclear» (absorbent de neutrons) més fort conegut, amb un efecte important en el funcionament dels reactors nuclears.                                                                            |
| 137Cs  | 55 | 82  | 30,2 anys       | β−    | 1176       | Producte de fissió        | Un altre producte de fissió de vida mitjana d'interès. |
| 153Gd  | 64 | 89  | 240 dies        | ε     |            | Sintèctic                 | Calibratge d'equips nuclears. Cribratge de la densitat òssia. |
| 209Bi  | 83 | 126 | 2,01×1019 anys  | α     | 3137       | Primordial                | Considerat estable durant molt de temps, la descomposició només es va detectar el 2003. |
| 210Po  | 84 | 126 | 138 dies        | α     | 5307       | Producte de descomposició | Altament tòxic, usat en l'enverinament d'Aleksandr Litvinenko. |
| 222Rn  | 86 | 136 | 3,8 dies        | α     | 5590       | Producte de descomposició | Gas, responsable de la major part de l'exposició pública a les radiacions ionitzants.Segona causa més freqüent de càncer de pulmó.                                                                        |
| 232Th  | 90 | 142 | 1,4×10 anys     | α     | 4083       | Primordial                | Base del cicle de combustible de tori. |
| 235U   | 92 | 143 | 7×108 anys      | α     | 4679       | Primordial                | És físsil i és el principal combustible nuclear. |
| 238U   | 92 | 146 | 4,5×109 anys    | α     | 4267       | Primordial                | Principal isòtop d'urani. |
| 238Pu  | 94 | 144 | 87,7 anys       | α     | 5593       | Sintèctic                 | Utilitzats en generadors termoelèctrics per radioisòtops (RTGs) i escalfadors de radioisòtops com a font d'energia per a naus espacials.                                                                  |
| 239Pu  | 94 | 145 | 24.110 anys     | α     | 5245       | Sintèctic                 | Usat per la majoria de les armes nuclears modernes. |
| 241Am  | 95 | 146 | 432 anys        | α     | 5486       | Sintèctic                 | Utilitzat en detectors de fum domèstics com a agent ionitzant. |
| 253Cf  | 98 | 154 | 2,64 anys       | α/SF  | 6217       | Sintèctic                 | Pateix una fissió espontània (3% de les desintegracions), el que el converteix en una potent font de neutrons, utilitzada com a iniciador de reactors i per a dispositius de detecció.                    |

## Impacte en els organismes
Els radioisòtops que s'introdueixen en el medi ambient poden causar efectes nocius, com la contaminació radioactiva. També poden causar mal si s'usen excessivament durant el tractament o si s'exposen d'altres maneres a éssers vius, per enverinament per radiació. El dany potencial a la salut per l'exposició als radioisòtops depèn d'una sèrie de factors, i pot danyar les funcions dels teixits i òrgans sans. L'exposició a la radiació pot produir efectes que van des del enrogiment de la pell i la pèrdua de cabell, fins cremades per radiació i síndrome d'irradiació aguda. l'exposició perllongada pot portar a que les cèl·lules es danyin, i al seu torn, al fet que es desenvolupi el càncer. Els signes de cèl·lules canceroses podrien no aparèixer fins a anys, o fins i tot dècades, després de l'exposició.

## Taula resum de les classes d'isòtops «estables» i radioactius
A continuació es presenta una taula resum de la llista total de núclids amb semivides majors a una hora. Noranta d'aquests 989 isòtops són teòricament estables, excepte la desintegració de protons (que mai ha estat observada). Al voltant de 252 isòtops mai han estat observats en desintegració i clàssicament són considerats estables.
Els radioisòtops tabulats restants tenen una vida mitjana superior a 1 hora, i estan ben caracteritzats (veure llista de núclids per a una tabulació completa). Inclouen 30 isòtops amb semivides més llargues que l'edat estimada de l'univers (13.800 milions d'anys), i altres 4 isòtops amb semivida molt llarga (> 100 milions d'anys) com perquè siguin isòtops primordial radioactius, i puguin ser detectats a la Terra, havent sobreviscut de la seva presència en la pols interestel·lar des d'abans de la formació del Sistema Solar fa uns 4,6 milions d'anys. Altres més de 60 isòtops de vida curta poden ser detectats naturalment com a filles d'isòtops de vida més llarga o productes de raigs còsmics. La resta dels isòtops coneguts es coneixen únicament per transmutació nuclear.
Els números no són exactes, i poden canviar lleugerament en el futur, ja que s'observa que els «isòtops estables» són radioactius amb semivides molt llargues.
Aquesta és una taula resum dels 989 isòtops amb semivida superior a una hora (incloent els que són estables), donats en llista de núclids.
| Classe d'estabilitat | Nombre de núclids | Total en execució | Notes sobre el total en execució |
| --- | ----------------- | ----------------- | --- |
| Teòricament estable per a tots, menys per a la desintegració del protó | 90                | 90                | Inclou els primers 40 elements. La desintegració del protó encara no ha estat observada.                                                                                      |
| Teòricament estable a la desintegració alfa, desintegració beta, transició isomérica, i doble desintegració beta, però no fissió espontània, la qual cosa és possible per als isòtops estables ≥ 93Ni. | 56                | 146               | Tots els isòtops que són possibles completament estables (la fissió espontània mai s'ha observat per als isòtops amb un nombre màssic <232).                                  |
| Energèticament inestable a un o més modes de desintegració coneguts, però encara no s'ha vist cap desintegració. Tots ells es consideren estables fins que es detecti la desintegració.                | 106               | 252               | Total dels isòtops clàssicament estables. |
| Isòtops primordials radiactius. | 34                | 286               | Els elements primordials totals inclouen U, Th, Bi, 87Rb, 40K, 128Te, més tots els isòtops estables.                                                                          |
| Radioactius no primordials, però que ocorren naturalment a la Terra. | 61                | 347               | ¹⁴C (i altres isòtops generats per raigs còsmics) i filles d'elements primordials radioactius, com ara Ra, Po, etc. 41 d'ells tenen una semivida mitjana superior a una hora. |
| Radioactiu sintètic (semivida ≥ 1,0 hora). Inclou els radiotraçadors més utilitzats. | 662               | 989               | Aquests 989 núclids estan llistats en l'article Llista de núclids. |
| Radioactiu sintètic (semivida <1,0 hora). | >2400             | >3300             | Inclou tots els isòtops sintètics ben caracteritzats. |

## Llista de radioisòtops disponibles al mercat
Aquesta llista abasta els isòtops comuns, la majoria dels quals estan disponibles en quantitats molt petites per al públic en general en la majoria dels països. Uns altres que no són d'accés públic es comercialitzen als camps industrial, sanitari i científic, i estan subjectes a la regulació governamental.

### Només emissió de gamma
| Isòtop | Activitat                        | Semivida  | Energia (keV)        |
| ------ | -------------------------------- | --------- | -------------------- |
| 133Ba  | 9.694 TBq/kg (262 Ci/g)          | 10,7 anys | 81,0; 356,0          |
| 109Cd  | 96.200 TBq/kg (2600 Ci/g)        | 453 dies  | 88,0                 |
| 57Co   | 312.280 TBq/kg (8440 Ci/g)       | 270 dies  | 122,1                |
| 60Co   | 40.700 TBq/kg (1100 Ci/g)        | 5,27 anys | 1173,2; 1332,5       |
| 152Eu  | 6.660 TBq/kg (180 Ci/g)          | 13,5 anys | 121,8; 344,3; 1408,0 |
| 54Mn   | 287.120 TBq/kg (7760 Ci/g)       | 312 dies  | 834,8                |
| 22Na   | 237.540 Tbq/kg (6240 Ci/g)       | 2,6 anys  | 511,0; 1274,5        |
| 65Zn   | 304.510 TBq/kg (8230 Ci/g)       | 244 dies  | 511,0; 1115,5        |
| 99mTc  | 1,95×107 TBq/kg (5,7 × 10⁵ Ci/g) | 6 hores   | 140                  |

### Només emissió beta
| Isòtop | Activitat                  | Semivida   | Energia (keV)  |
| ------ | -------------------------- | ---------- | -------------- |
| 90Sr   | 5.180 TBq/kg (140 Ci/g)    | 28,5 anys  | 546,0          |
| 204Tl  | 17.057 TBq/kg (461 Ci/g)   | 3,78 anys  | 763,4          |
| ¹⁴C    | 166,5 TBq/kg (4.5 Ci/g)    | 5730 anys  | 49,5 (mitjana) |
| T (³H) | 357.050 TBq/kg (9650 Ci/g) | 12,32 anys | 5,7 (mitjana)  |

### Només emissió alfa
| Isòtop | Activitat                       | Semivida             | Energia (keV) |
| ------ | ------------------------------- | -------------------- | ------------- |
| 210Po  | 166.500 TBq/kg (4500 Ci/g)      | 138,376 dies         | 5304,5        |
| 238U   | 12.580 kBq/kg (0.00000034 Ci/g) | 4.468 milions d'anys | 4267          |

### Múltiples emissors de radiació
| Isòtop | Activitat               | Semivida   | Tipus de radiació | Energia (keV)                     |
| ------ | ----------------------- | ---------- | ----------------- | --------------------------------- |
| 137Cs  | 3256 TBq/kg (88 Ci/g)   | 30,1 anys  | Gamma i beta      | G: 32; 661,6 B: 511,6; 1173.2     |
| 241Am  | 129,5 TBq/kg (3.5 Ci/g) | 432,2 anys | Gamma i alfa      | G: 59,5; 26,3, 13,9 A: 5485; 5443 |